# Тарново (Підляське воєводство)
Тарново (пол. Tarnowo) — село в Польщі, у гміні Мястково Ломжинського повіту Підляського воєводства.
Населення — 286 осіб (2011).
У 1975-1998 роках село належало до Ломжинського воєводства.

## Демографія
Демографічна структура станом на 31 березня 2011 року:
|          | Загалом | Допрацездатний вік | Працездатний вік | Постпрацездатний вік |
| -------- | ------- | ------------------ | ---------------- | -------------------- |
| Чоловіки | 154     | 50                 | 88               | 16                   |
| Жінки    | 132     | 34                 | 62               | 36                   |
| Разом    | 286     | 84                 | 150              | 52                   |